# Last Breath (film)
Last Breath är en brittisk-amerikansk thriller- och dramafilm som hade premiär i USA den 28 februari 2025. Den är regisserad av Alex Parkinson, med manus skrivet av Parkinson, Mitchell LaFortune och David Brooks.

## Handling
Filmen som är baserad på verklig händelse handlar om en grupp djuphavsdykare som under jobbiga förutsättningar sliter för att rädda sin besättningskamrat som är fast hundratals fot under havets yta.

## Rollista (i urval)
- Woody Harrelson – Duncan Allcock
- Simu Liu – David Yuasa
- Finn Cole – Chris Lemons
- Cliff Curtis
- Djimon Hounsou
- Mark Bonnar